# Áreas protegidas de Ghana

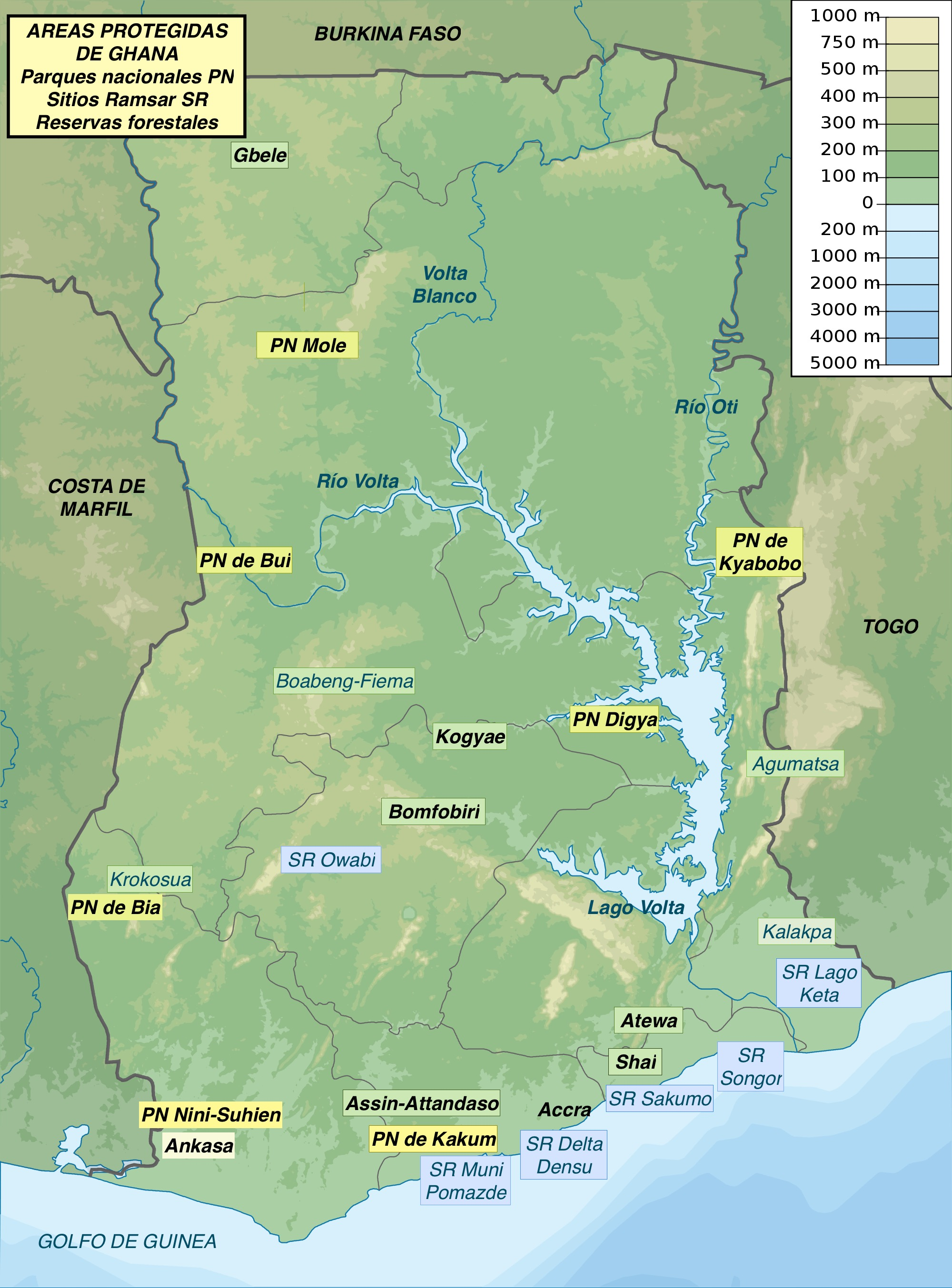
Áreas protegidas de Ghana

En Ghana hay 321 áreas protegidas, unos 36 153 km², el 15,05 % del territorio, y 221 km² de áreas marinas, el 0,1 % de los 226 759 km² que pertenecen al país. De estas, 7 son parques nacionales, 294 son reservas forestales, 4 son santuarios de la naturaleza, 1 es una reserva estricta, 1 es una reserva de recursos y 5 son reservas de caza. 3 son reservas de la biosfera de la Unesco y 6 son sitios Ramsar. En 2010, la IUCN reconocía, entre parques y reservas protegidas efectivamente, 8, que cubrían 7888 km², el 3,3 % del territorio.

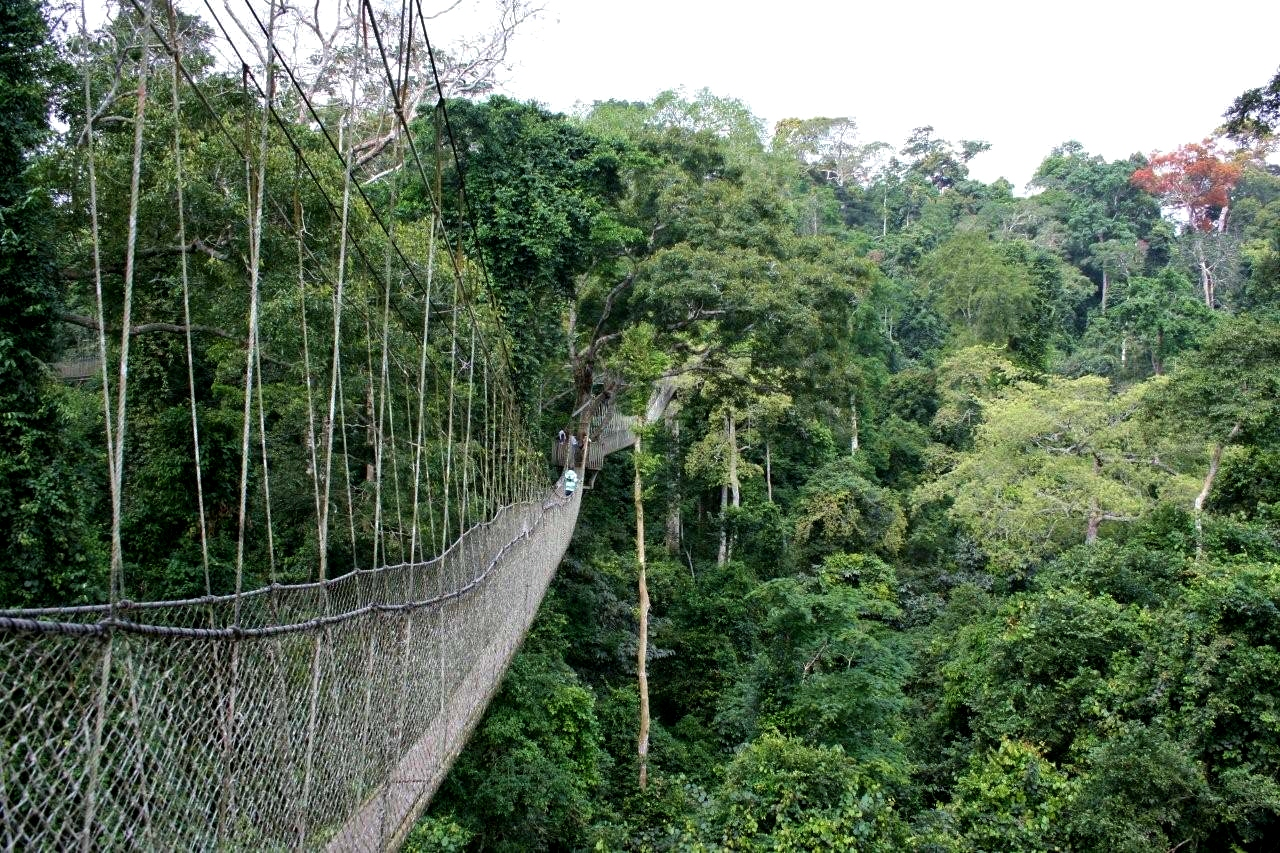
Parque nacional de Kakum

BirdLife International reconoce 40 IBAs, áreas de importancia para las aves y la biodiversidad, que engloban 16 076 km², y 1 EBA (el bosque tropical de las zonas altas, que engloba cuatro países y está muy deforestado), zona de endemismos. En total, se reconocen 680 especies de aves, de las que 25 están globalmente amenazadas.

## Zonas ecológicas

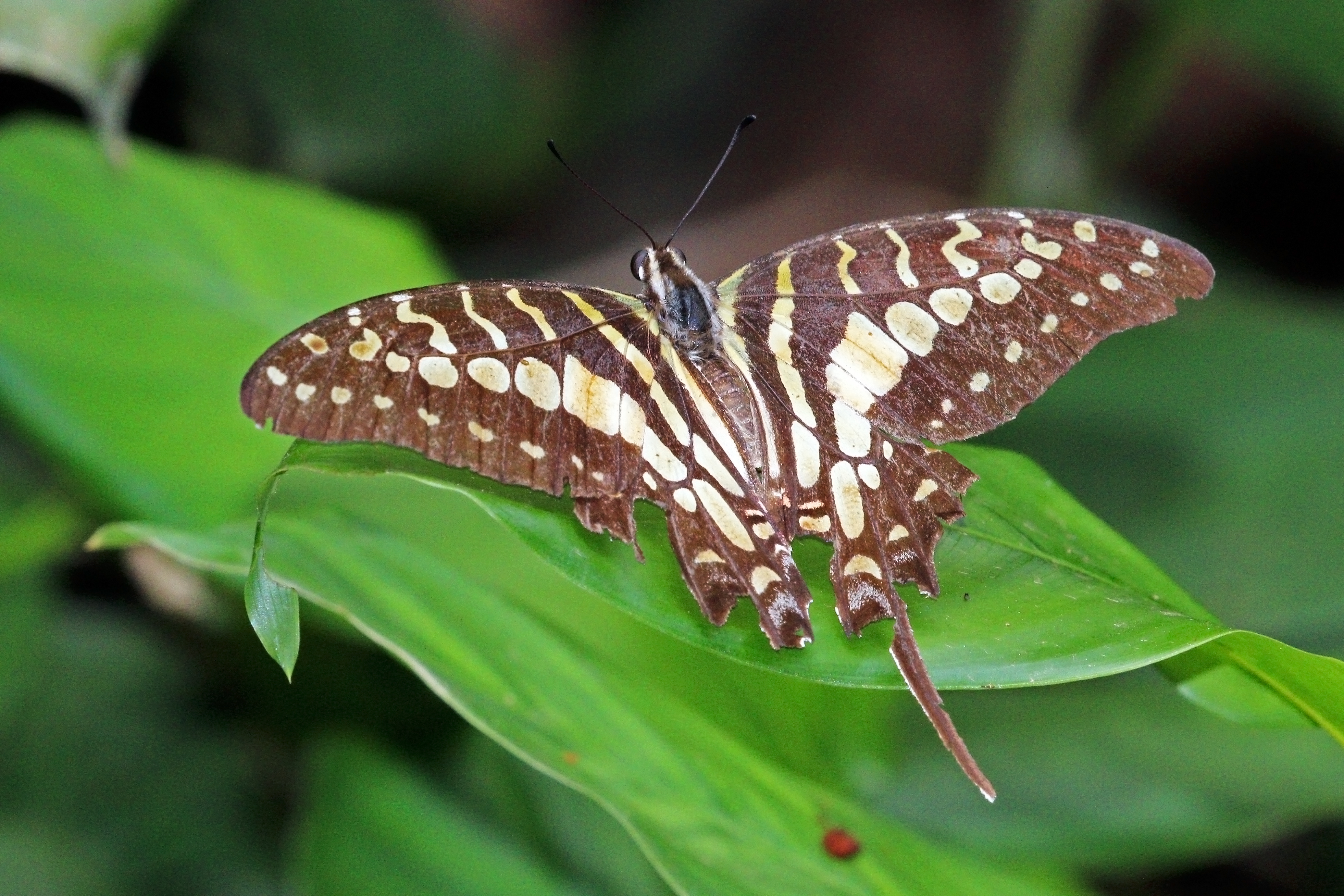
La mariposa Graphium antheus en el bosque de Boribi, en Ghana.

Como en todos los países del golfo de Guinea, las lluvias disminuyen de sur a norte, y la vegetación, que suele estar compuesta de bosque tropical en el sur, se transforma poco a poco en sabana abierta hacia el norte, con la consiguiente transformación de los ecosistemas y la forma de vida de sus habitantes.
En las regiones boscosas del sur se distinguen dos zonas: la región de Volta, que es la que posee mayor diversidad, y los otros bosques que se conservan principalmente en tres zonas protegidas: los parques nacionales de Ankasa (490 km²), Bia (300 km²) y Kakum (607 km²). Los dos parques restantes, Owabi y Boabeng-Fiema, son pequeños y contienen menos especies. En conjunto, 1400 km² que representan el 1 % de la cobertura original de bosque virgen de Ghana, el 2 % de lo que había hace un siglo. El mejor indicador de la riqueza biológica de los bosques de Ghana se ha medido en el número de especies de mariposas, una de las riquezas más importantes de un país donde hay 925 especies identificadas. En la región al oeste del Volta hay 780 especies de mariposas de bosque, de las que 590 especies habitan en los bosques mencionados. La mayor riqueza se encuentra en la sierra de Atewa, donde hay 680 especies.
La región del Volta difiere por la existencia del corredor Togo-Dahomey, que es parte del mosaico de selva y sabana de Guinea que se extiende hasta la costa en Benín, Togo y Ghana, y separa la selva que cubre gran parte del sur de la región en dos zonas separadas. En esta zona a resguardo de la lluvia se encuentra la Reserva de Kalapka (320 km²), que en su mayor parte es sabana de Guinea con bosques de ribera. Al norte, empiezan las montañas de Togo, donde la única zona protegida es el pequeño santuario de Agumatsa y las cascadas de Wli. Más al norte, se encuentra el parque nacional de Kyabobo (218 km²). En esta región hay 641 de las 925 especies de mariposas de Ghana. De las 100 especies endémicas del corredor Togo-Dahomey, 7 son estrictas de Volta, aunque las demás están en peligro de desaparición.

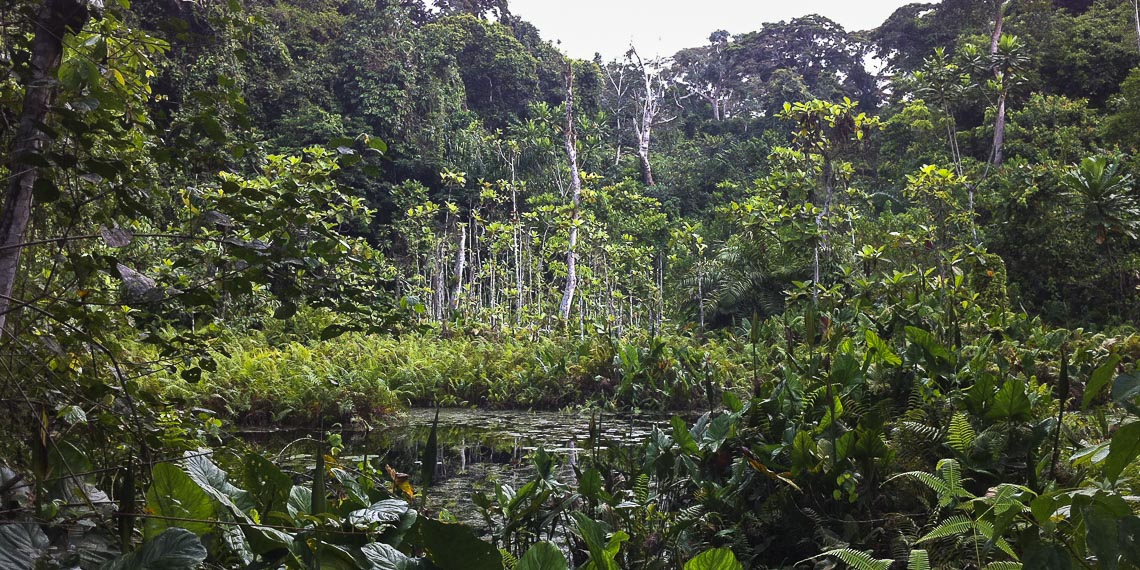
Bosque virgen en Ankasa.

La sabana cubre las dos terceras partes del norte de Ghana, en forma de mosaico de selva y sabana de Guinea. Solo en el nordeste aparecen manchas de sabana sudanesa. En esta región hay dis grandes zonas protegidas: los parques de Mole (4840 km²) y Digya (3478 km²), que se añaden a los más pequeños de Kalapka (320 km²), Kogyae (388 km²), Bomfobiri (53 km²), Bui (1821 km²), Gbele (565 km²) y las colinas Shai (49 km²). En total, más de 11 000 km² de áreas protegidas, ocho veces más que de bosque. En la sabana solo hay 135 especies de mariposas.
Las zonas de transición entre el bosque y la sabana se encuentran en los parques y reservas de Kalapka, Bui y la mitad sur de Digya, y consisten en sabana abierta y bosques de ribera que pueden llegar a 500 m de anchura.
El mosaico de selva y sabana de Guinea está formado por una sabana de hierbas altas con una distinta cobertura boscosa que disminuye de sur a norte.

## Parques nacionales

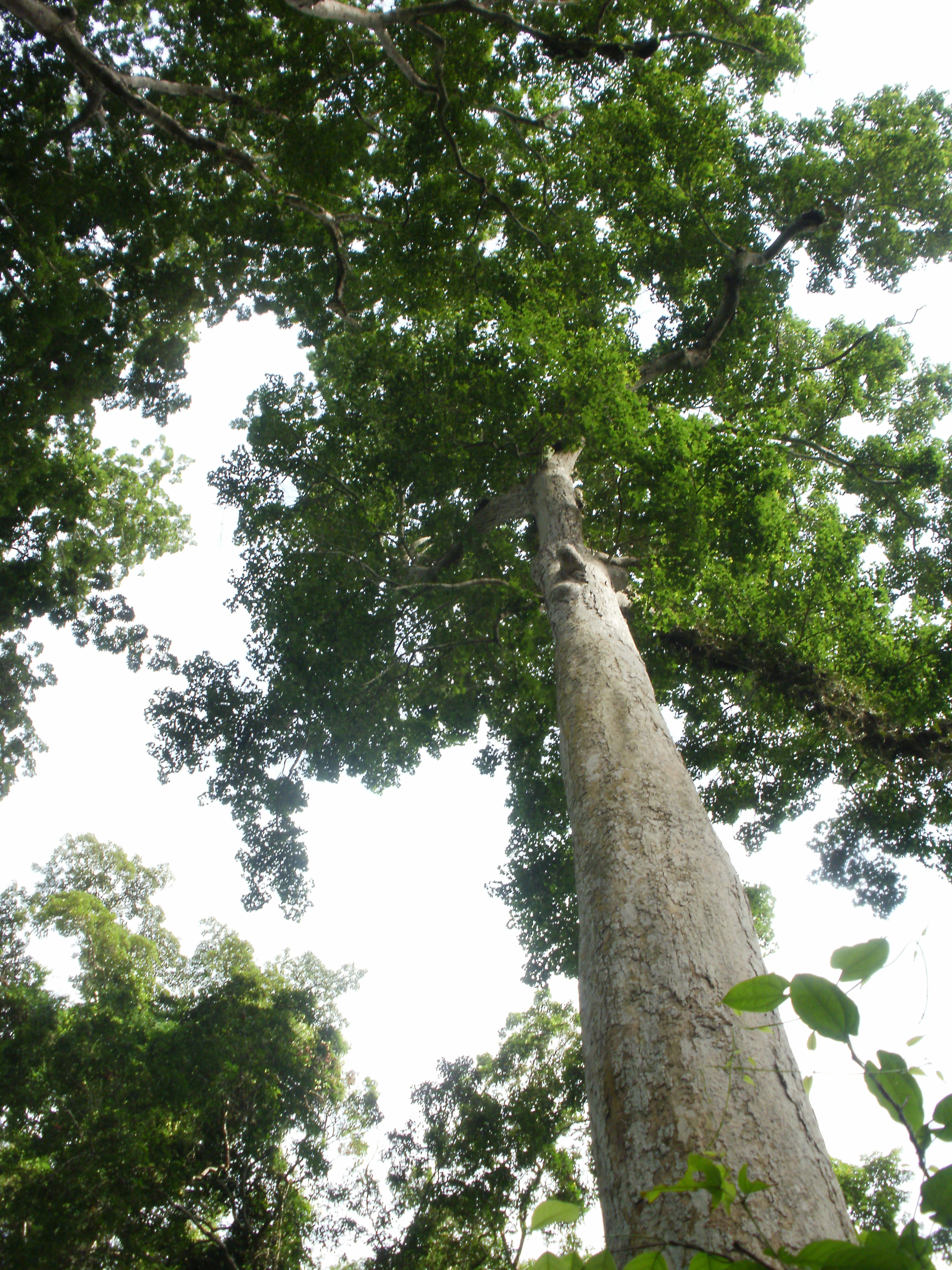
Bosque de Bia

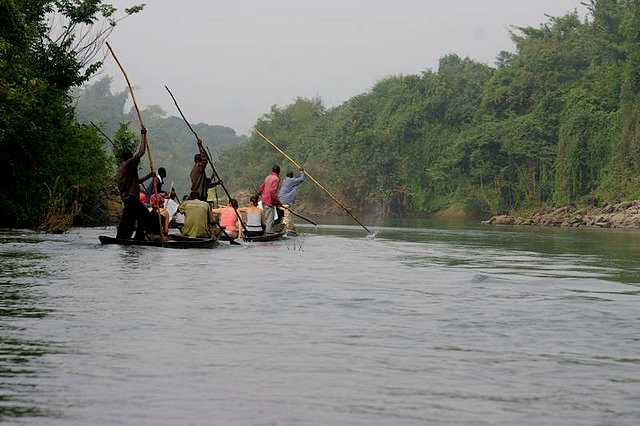
Parque nacional de Bui, en Ghana.

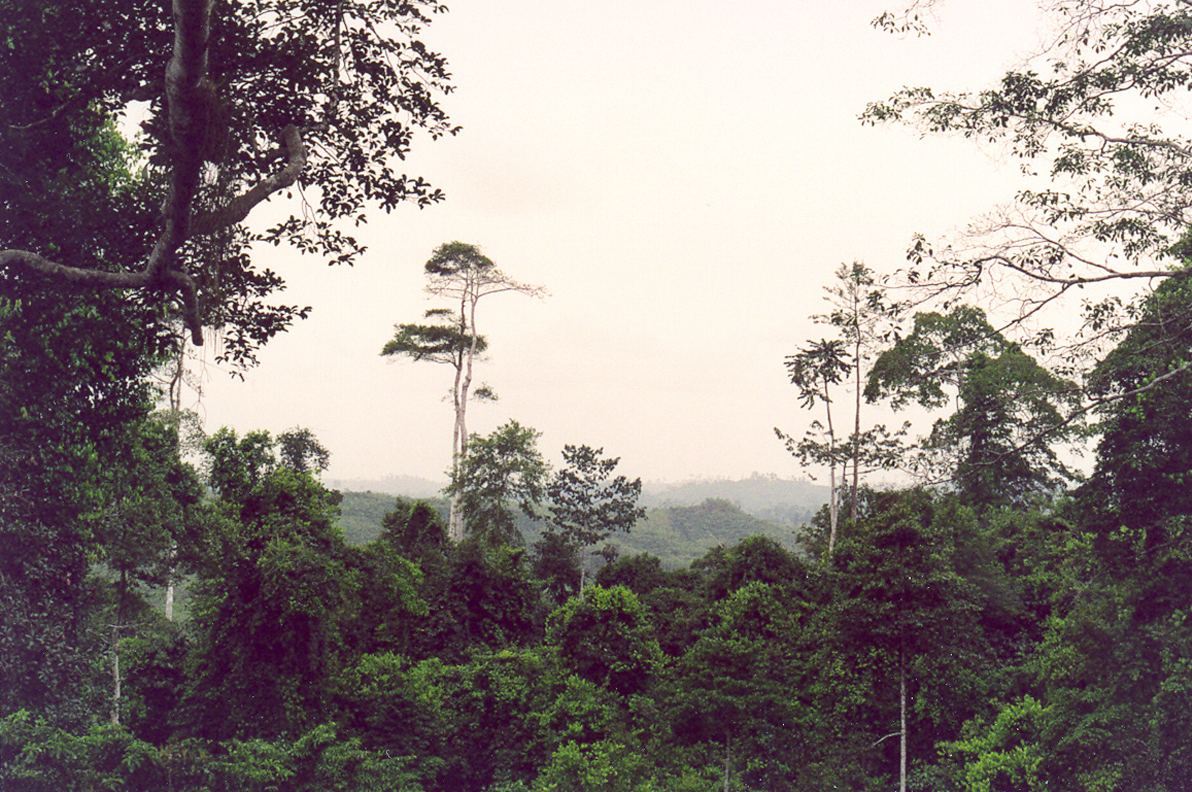
Bosque tropical de Kakum, en Ghana.

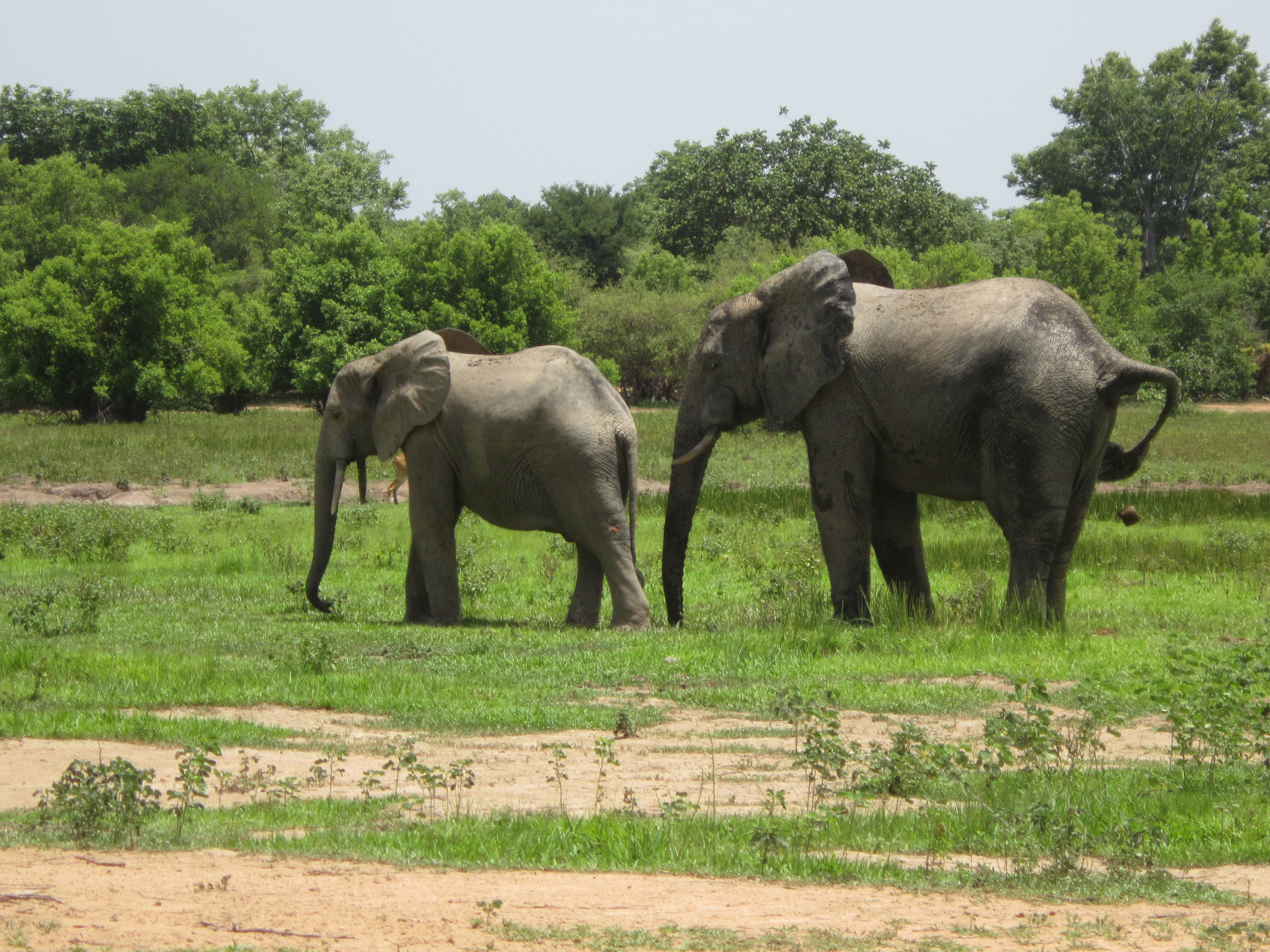
Elefantes en el Parque nacional de Mole, en Ghana.

- Área de conservación Ankasa, 509 km². Comprende el Parque nacional de Nini-Suhien, de 166 km² y la Reserva de caza de Ankasa, de 343 km², en el extremo sudoeste de Ghana, cerca de la frontera con Costa de Marfil. Bosque húmedo. Concebida inicialmente como reserva forestal, convertida luego en área protegida a la que se añadió el parque nacional, es un bosque viejo, en estado prístino, con una gran biodiversidad. Hay unas 800 especies de plantas vasculares, elefantes de bosque, leopardos, bongos, chimpancés y otros primates, además de unas 600 especies de mariposas.[6]
- Área de conservación de Bia, 306 km². está formada por el Parque nacional de Bia, 77,7 km², al norte y la Reserva de recursos de Bia, 228 km², al sur. Se encuentra al sudoeste de Ghana, cerca de la frontera de Costa de Marfil, al norte de la de Ankasa. Al oeste, limita con la Reserva forestal de Sukusuku y al sur con la de Bia Tawya, formando la reserva forestal más grande de Ghana, aunque rodeada estrechamente por plantaciones de cacao. Representa la transición entre el bosque húmedo perenne en el sur (asociación Lophira-Triplochiton) y el bosque semicaduco húmedo en el norte (asociación almez-Triplochiton). Tiene algunos de los árboles de África. Abundan los elefantes de bosque y los primates, entre ellos chimpancés y colobos, sobre todo, colobo rojo. Hay unas 203 especies de aves del bioma guineo-congoleño, propias del canope abierto del bosque semiperenne.[7]
- Parque nacional de Bui, 1813 km², sabana. En el centro-oeste del país, en la frontera con Costa de Marfil. Protege la cuenca de drenaje del Volta Negro en Ghana, y los alrededores del embalse de Bui, inaugurado en 2013 con una presa de 90 m de altura en la frontera entre las regiones Norte y Brong-Ahafo, y que ocupa cuando está lleno unos 444 km². En esta zona, el bosque se mezcla progresivamente con la sabana arbolada de Guinea. El bosque predomina en las riberas del río Volta, donde hay unas 122 especies de plantas. Hay la mayor población de hipopótamos del país, unas 40 especies de grandes mamíferos, entre ellos colobos blancos y negros, elefantes y leones. En la frontera del parque viven tres grupos indígenas: los gonja, los mos y los banda.[8]
- Parque nacional de Kakum, 212 km², en la Región Central, cerca de la costa, al que se añade la reserva natural de Assin-Atandaso, de 154 km². Bosque tropical húmedo, con uno de los pocos caminos suspendidos en el canope (canopy walkway) de África. Entre las especies: Entandrophragma cylindricum, Guarea cedrata, Piptadeniastrum africanum, Milicia excelsa Lophira alata, Triplochiton scleroxylon, Terminalia superba, Strombosia glaucescens, Mansonia altissima,[9] etc. También se encuentran bosques pantanosos, bosques de ribera y lo que se llama vegetación boval sobre suelos de arenisca de poca profundidad ( la comunidad Hildergardia barteri[10]-Polycarpaea tenuifolia[11]). Entre los mamíferos, poto, gálago enano, aulácodo, puercoespines de cola grande, primates como el colobo blanco y el negro, ratel, bongo, elefante, duiker, antílope almizclero enano de agua, pangolín, etc. Entre los reptiles, lagarto monitor, cocodrilo enano y tortugas. También hay algún leopardo, ginetas y civetas. El parque incluye el río Kakum y sus tributarios, entre los 400 y los 800 m s. n. m. (metros sobre el nivel del mar).
- Parque nacional de Kyabobo, 220 km², en el centro-este, en la frontera con Togo. En el límite entre el bosque y la sabana, está formado por un mosaico de vegetación que combina sabana arbolada, bosque (un 40 %) y bosque de transición. El mamífero más abundante es el potamoquero rojo, además de babuinos, primates, damán roquero, antílope acuático, imbabala, cobo y búfalo cafre. Se conocen 235 especies de aves.[12]
- Parque nacional Mole, 4577 km², sabana. El área protegida más grande, situada en el centro-norte. Está formada por sabana de Guinea típica, con 742 especies de plantas identificadas. Entre los ecosistemas, además de la sabana arbolada abierta, vegetación boval sobre suelos lateríticos escasos, bosque de ribera, pradera inundable y pequeñas áreas especiales como viejos termiteros o depresiones en el escarpe de arenisca de Konkori. Hay elefantes, cobos, antílope acuático, imbabala, facoceros, alcéfalos, búfalos, duiker, babuinos y otros primates, como el mono verde. Hay 344 especies de aves, cocodrilos del Nilo y 56 especies de mariposas.
- Parque nacional Digya, 3743 km², zona de transición entre bosque y sabana. En el sudeste, en la región de Brong-Ahafo, rodeada por norte, sur y este por el lago Volta. Hay elefantes, antílopes, seis tipos de primates, más de 236 especies de aves y manatíes en el lago.

## Reservas naturales

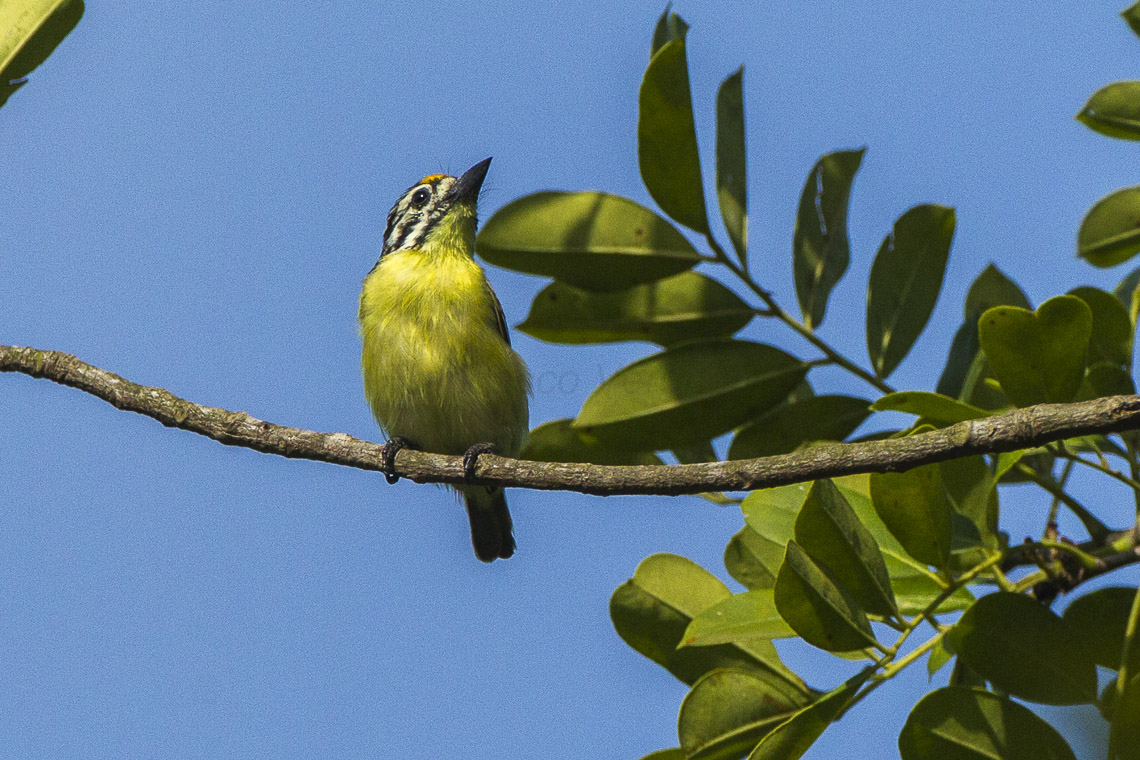
Barbudo de frente amarilla en las colinas de Shai

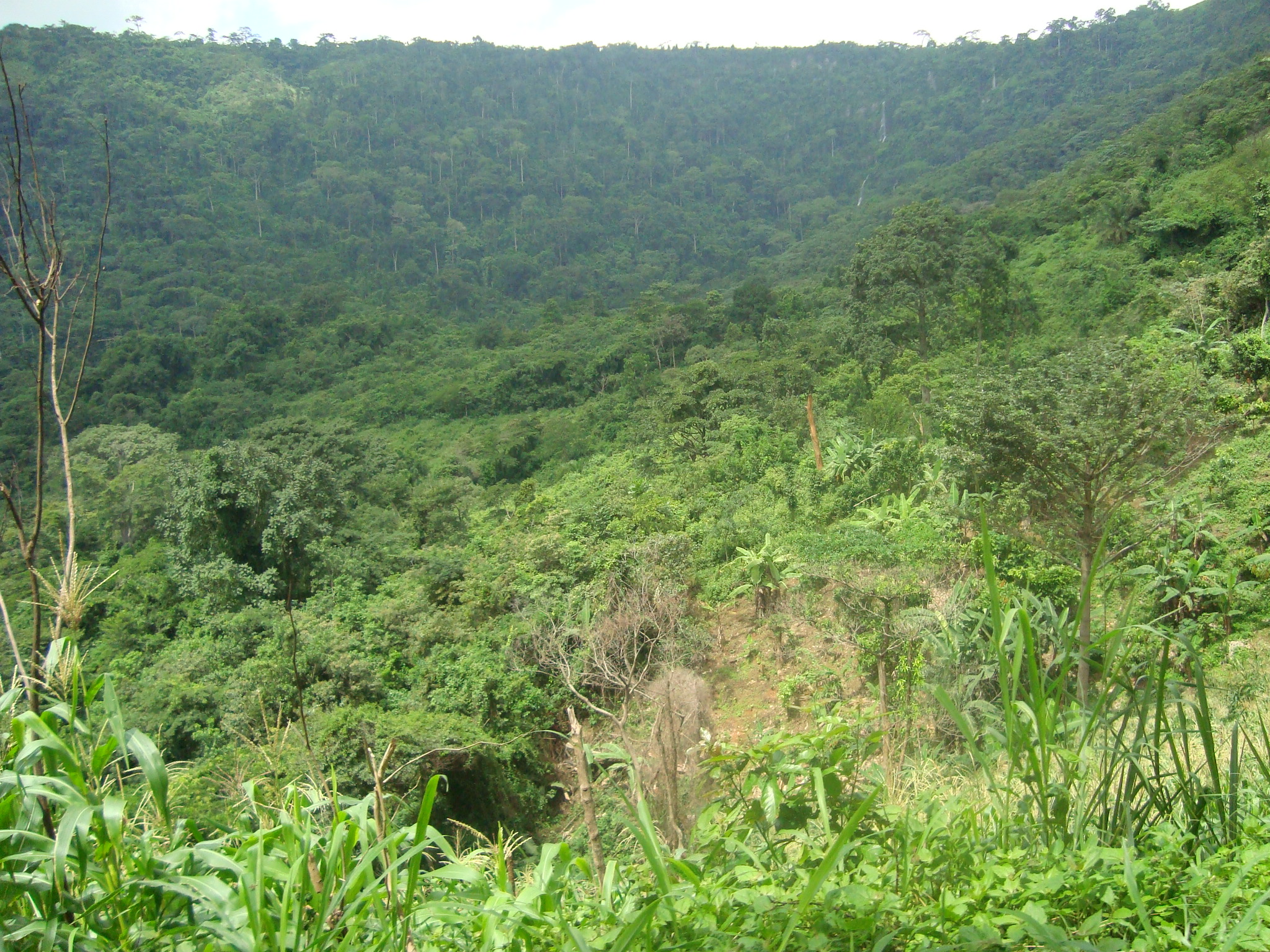
Retazos de selva virgen en las colinas de Krokosua, al norte del Parque nacional de Bia.

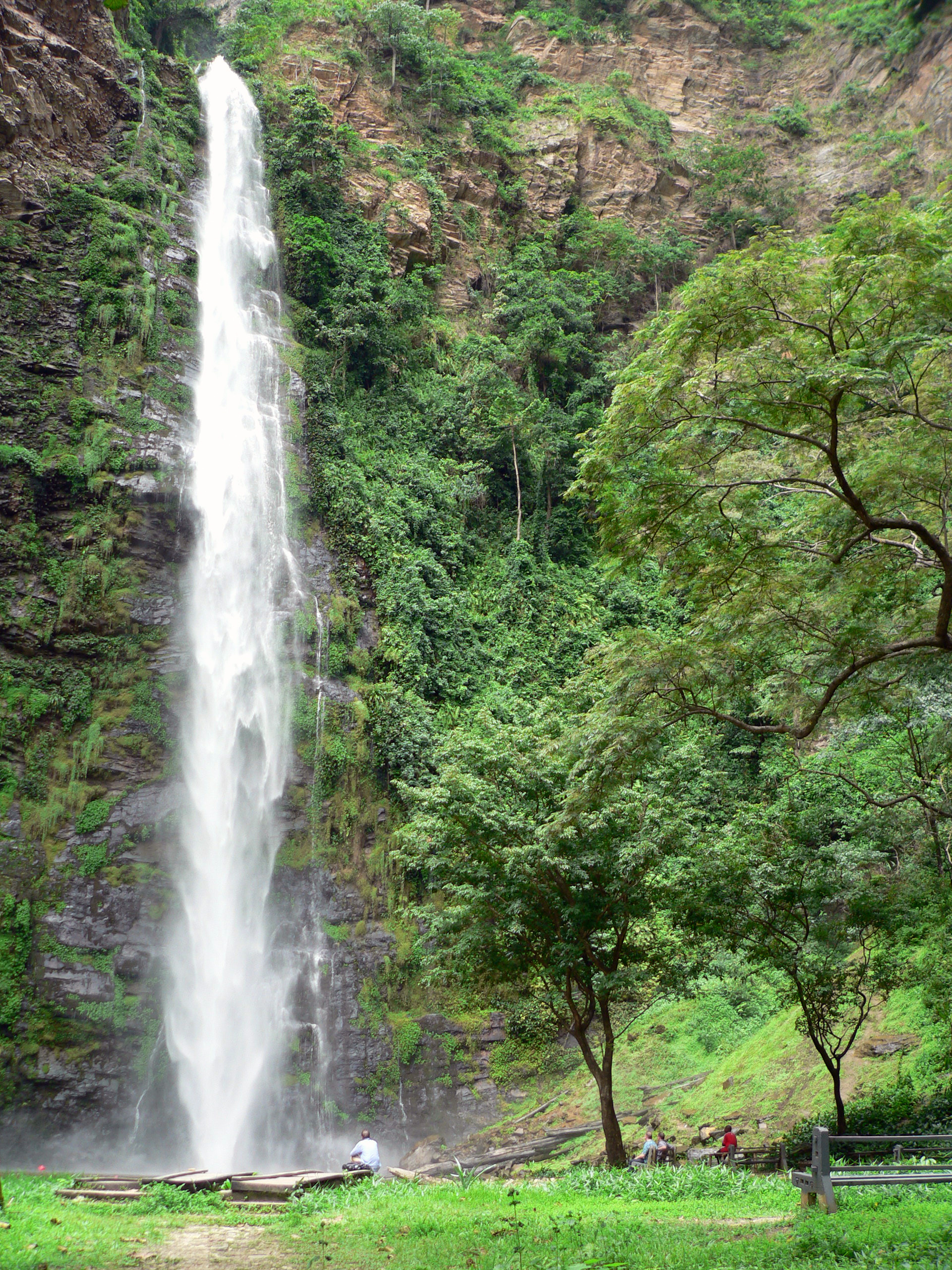
Cascada de Wli, en Ghana, en la frontera con Togo.

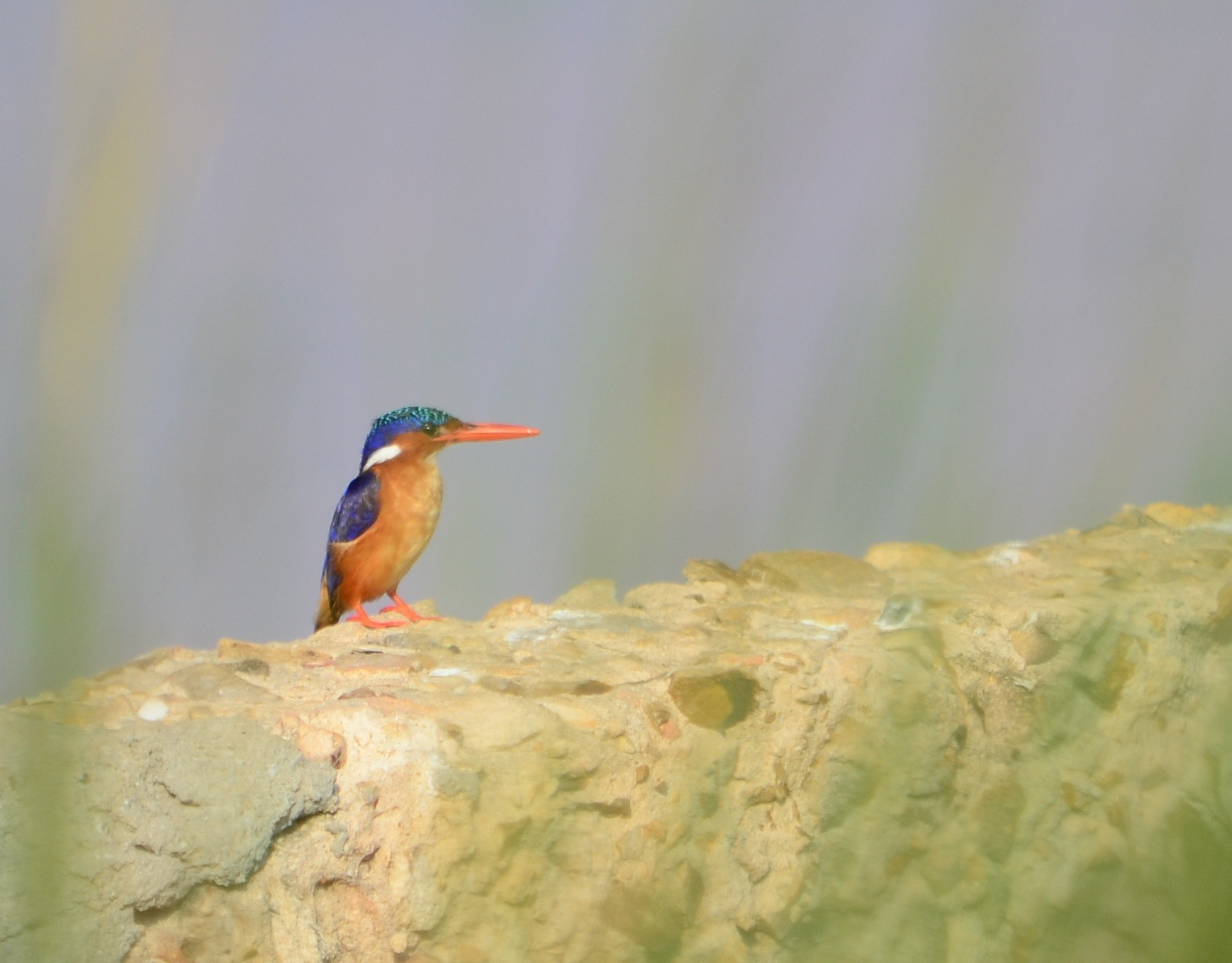
Martín pescador cerca del delta del Densu, en Ghana.

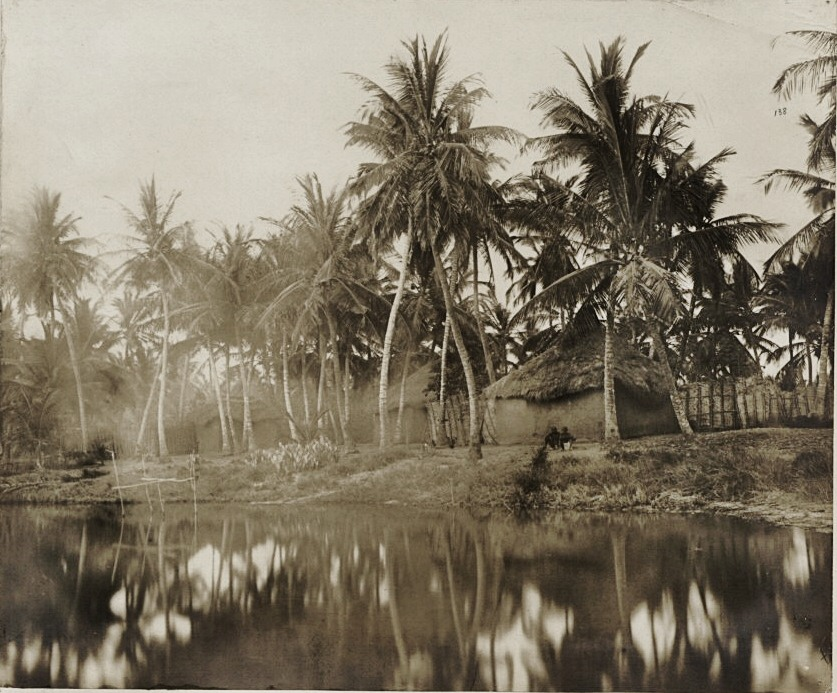
Orillas del lago Keta en una imagen de 1890.

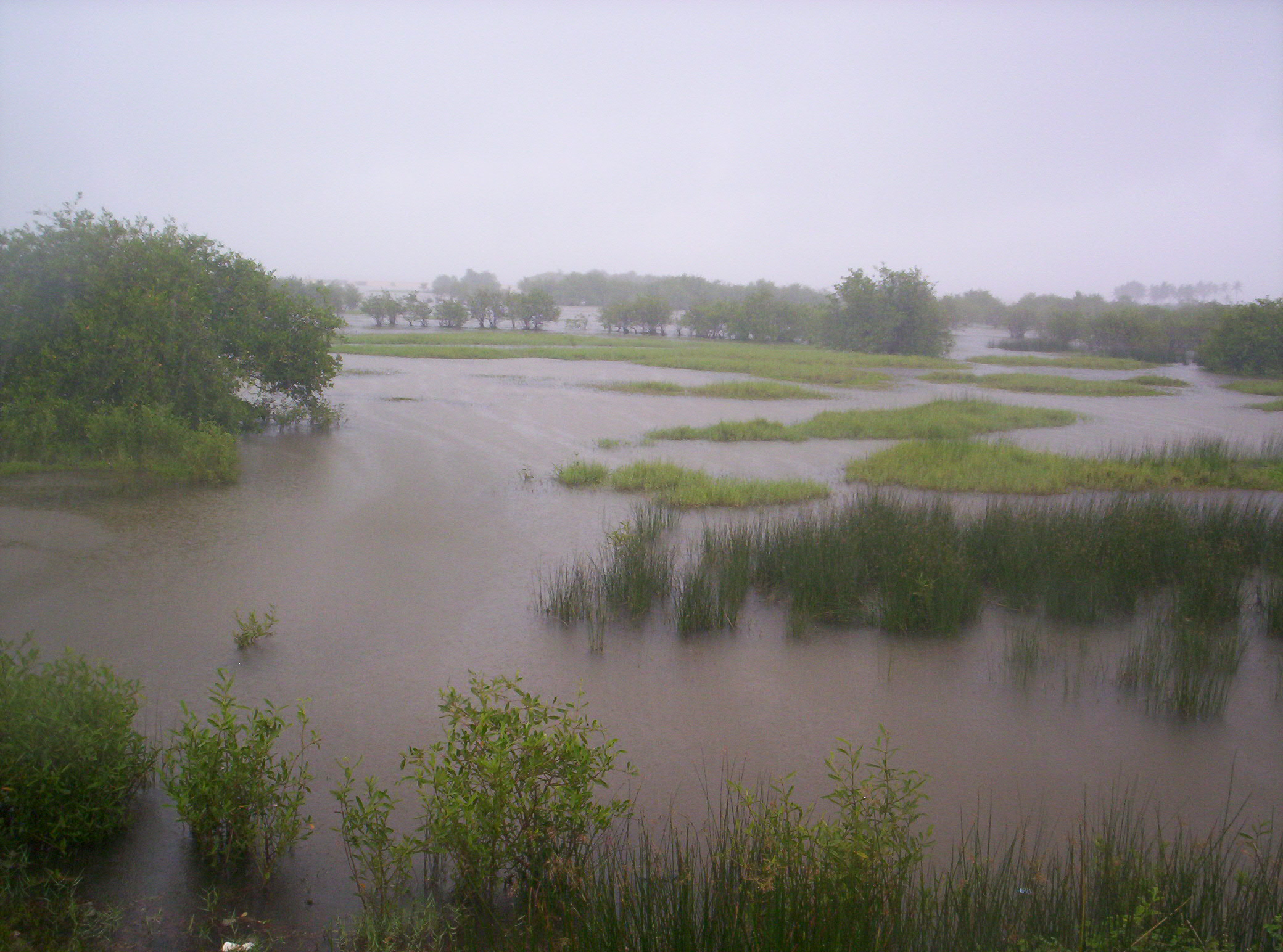
Manglares en la zona del lago Keta

- Colinas de Shai (Shai Hills), 46,7 km², una de las más pequeñas, en la región Gran Acra. Está situada en la llanura de Acra, en una zona de lluvias escasas donde el cinturón de bosques costeros de África Occidental se interrumpe, sustituido por hierbas bajas y sabana. Las colinas de Shai son una serie de inselbergs o cerros aislados de los que el más alto alcanza 290 m, cubiertos por una mezcla de bosque, matorral y pradera, aunque el bosque, bajo y seco, se encuentra principalmente en los cañones entre las colinas. Las colinas se encuentran rodeadas de sabanas llanas, a una altura de 60 m. No hay ríos ni corrientes de agua permanentes. Se han identificado 397 especies de plantas, de las que dos son endémicas. Los mamíferos más grandes son, por orden de visibilidad, el papión oliva, el kobo, el mono verde , el cercopiteco de nariz blanca y el imbabala. En 2005, se introdujeron cocodrilos del Nilo en el pequeño embalse de Adwuku.[13] Hay unas 137 especies de aves, entre ellas, el mochuelo cuco, el abejaruco de Malimba y la tordina de Puvel.
- Sierra de Atewa. Se encuentra en la región de Akyem Abuakwa en el sudeste de Ghana, cerca la ciudad de Kibi, y del sudoeste de la meseta de Kwahu que forma la frontera sudoeste del lago Volta. La sierra está orientada de gama norte a sur y consiste en empinados cerros con cumbres bastante planas a modo de cerros testigo. Son los últimos restos de la penillanura del Cenozoico que una vez cubrió Ghana, y que contiene antiguos suelos con bauxita. La sierra posee una importante reserva forestal, y es la fuente de tres conocidos ríos.
- Reserva natural de Gbele, 565 km², al norte, cerca de Burkina Faso, en la región del Alto Occidente. Sabana arbolada abierta con búfalos, elefantes, antílopes, babuinos, monos verdes y otros.[14]
- Kalapka. Reserva de caza (Kalapka Resource Reserve), 360 km², en el sudeste, región del Volta, a 120 km de Acra y 30 km de Ho, cerca de Togo. Se pueden encontrar leones y elefantes, búfalos, cobos, antílopes acuáticos, oribís, primates y potamoquero rojo, además de más de 200 especies de mariposas, en un paisaje de bosque seco y pradera en que se conservan retazos de la sabana con matorrales primaria. Está rodeada al norte y el oeste por las colinas de Abutia, la parte meridional de las montañas Togo; al sur y al este está formada por llanuras. Al nordeste se halla el monte Adaklu, una prominencia de 595 m. Los ríos fluyen hacia el sur formando bosques de ribera. Por otro lado, hay cabezas de ganado y la madera se corta como combustible.[15]
- Assin Attandanso, 154 km², reserva por recursos naturales junto al Parque nacional de Kakum. Ambos han sufrido explotación forestal entre 1975 y 1989. Abundan los elefantes de bosque.[16]
- Reserva natural estricta de Kogyae, 386 km², sabana y praderas abiertas combinadas con bosque semicaduco en la región Oriental de Ghana, Hay babuinos, elefantes, kobos, duikers y antílopes. El área está dividida entre dos sectores, Kumawu y Kwaman, en conflicto, que han provocado cierta degradación de la región.[17]
- Reserva forestal de Krokosua, 481 km² (Krokosua Hills Forest Reserve). Se creó como parque nacional en 1935. Al norte del parque nacional de Bia, las colinas conservan retazos de bosque virgen. En otro tiempo, abundaban los chimpancés. Hoy es conocido por las mariposas y los anuros.[18]

## Santuarios de la naturaleza
- Santuario de la naturaleza de Bomfobiri, 53 km², sabana. Entre 6°54′ y 6°61′ N y 1°7′ y 1°13′ O, 67 km al noroeste de Kumasi. Son los remanentes de un bosque semicaduco, con zonas de sabana abierta y afloramientos arenosos que se declaró área protegida en 1975, en la región de Ashanti, en el centro-sur del país, donde caen unos 1330 mm de lluvia anuales con dos estaciones secas: abril-junio y septiembre-octubre.[19] Sirve de refugio a 3 especies de cocodrilos, 26 especies de mamíferos y species de primates, así como duikers y potamoqueros rojos. Entre las 141 especies de aves, pavos calvos o picatartes y turaco gigante. Las cascadas Bomfobiri son una atracción turística. Hay también cuevas y colinas de interés.[20]
- Santuario de la naturaleza de Owabi, 72,6 km². Forma parte del sitio Ramsar interior a unos 23 km al noroeste de Kumasi. El santuario propiamente dicho ocupa 13 km², rodea un lago formado por una presa construida en el río Owabi en 1928. Una parte de la zona está cubierta por una plantación de Senna siamea, el resto es vegetación secundaria y de ribera. Se han identificado unas 161 especies de aves.[21]
- Santuario de la naturaleza de Agumatsa. 35 km², en la región del Volta, en la sierra de Agumatsa, cerca de la frontera con Togo y parte de las montañas Togo. Muy cerca se halla el monte Aduadu, de 746 m, y debido a la abundancia de precipitaciones, las cataratas Wli,[22] las más altas de África occidental, de 143 m de altura. En el santuario se han identificado más de 200 especies de aves, y la región es muy rica en mariposas, con numerosos endemismos: Papilio maesseni, Bicyclus maesseni, Telipna maesseni, Paracleros maesseni, Fresna maesseni, Junonia hadrope y Caenides stoehri.[23] El monte Afadja, el más alto de Ghana, de 885 m, también está muy cerca. El bosque típico es semiperenne en las vertientes occidentales y sabana arbolada en las orientales. En las zonas bajas, con asentamientos humanos, solo quedan restos de bosque.[24]
- Santuario de primates Boabeng-Fiema, 4,4 km², en la región de Brong-Ahafo, en el centro del país, es un refugio de bosque bien conservado donde hay unos 700 monos.[25]

## Sitios Ramsar
En Ghana hay 6 sitios Ramsar que cubren una extensión de 1761 km². Cinco de ellos se encuentran en la costa y uno, el de Obawi, se encuentra junto a la ciudad de Kumasi, que tiene casi 2 millones de habitantes, en el centro-sur del país.
- Delta del Densu, 59 km², 05°33′ N 00°18′ E. Es un estuario alimentado por el río Densu que comprende lagunas abiertas, panes salados, pantanos de agua dulce, tierras de matorral y dunas, cerca de la ciudad de Acra. Hay algunos manglares dispersos. Se han identificado unas 56 especies de avs, entre ellas, garceta común,  chorlitejo grande, correlimos zarapitín y el raro charrán rosado. Los manglares estabilizan las orillas y permiten a las comunidades locales vivir de la pesca, las salinas y utilizar la leña como combustible.[27]
- Complejo del lago Keta, 1010 km², 05°55′ N 00°50′ E. Forma parte del estuario del río Volta y está formado por varias islas y lagunas de distinta salinidad. Hay pantanos, matorrales y manglares que los locales explotan para obtener combustible. Es un refugio para la tortuga olivácea, la tortuga laúd, la tortuga verde, el varano del Nilo y el manatí de África Occidental, además de unas 72 especies de aves migratorias que pueden alcanzar los 100 mil ejemplares. En la zona hay una población de más de cien mil personas.[28]
- Muni-Pomazde, 95 km², 5°22′ N 0°40′ E. Laguna costera caracterizada por dunas, bosque degradado, granjas y áreas pantanosas que se inundan con las mareas. Las tortugas marinas crían en las orillas arenosas y hay unas 23 000 aves marinas, incluyendo golondrinas de mar, zancudas, garzas y garcetas, además de unas 75 especies de mariposas. La estrecha línea costera de dunas que separe el mar de la laguna está cubierta de plantaciones de cocoteros. La zona oriental de la laguna posee manglares que abastecen de madera a la población. La región se está urbanizando rápidamente.[29]
- Santuario de la naturaleza de Owabi, 72,6 km², 6°44′ N 1°41′ O. Es la única reserva de la naturaleza que comprende un santuario de aves en el lago formado por un embalse en el río Owabi. Incluye una importante plantación de especies exóticas, entre ellas, el árbol Cassia, bosques de ribera y plantas acuáticas. Sirve de hábitat a monos, antílopes, duikers y numerosas aves acuáticas, entre ellas, bucerótidos, gansito africano, garza imperial, jacanas y garzas.
- Sakumo, 13,6 km², 5°38′ N 0°02′ E. Comprende una laguna costera salina y las llanuras de inundación que la rodean, lagunas de agua dulce, sabana costera con matorrales y una estrecha duna de arena que la separa del mar. Hay unas 70 especies de aves acuáticas, entre ellas el archibebe oscuro y el archibebe claro. En el humedal hay especies de peces como la tilapia Sarotherodon melanotheron.[30]
- Songor, 511 km², 5°45′ N 0°30′ E. Es un lago  cerrado con marismas, islas, arenales y llanuras inundables asociado al estuario del río Volta. Es uno de los humedales donde hacen escala aves que siguen la ruta del Atlántico y del Mediterráneo. Entre la vegetación, marismas salinas con manglares dispersos, bosques de ribera, matorrales escasos y sabana costera degradada por las granjas y los suelos erosionados por el invasor árbol nimbo de la India, palmeras arecáceas, algodonero rojo y baobabs. Hay garzas, garcetas, archibebes, avocetas, cigüeñuelas y otras.[31]